# Souleuvre-en-Bocage
Souleuvre-en-Bocage es una comuna nueva francesa situada en el departamento de Calvados, de la región de Normandía.

## Historia
Fue creada el 1 de enero de 2016, en aplicación de una resolución del prefecto de Calvados de 1 de diciembre de 2015 con la unión de las comunas de Beaulieu, Bures-les-Monts, Campeaux, Carville, Étouvy, La Ferrière-Harang, La Graverie, Le Bény-Bocage, Le Reculey, Le Tourneur, Malloué, Mont-Bertrand, Montamy, Montchauvet, Saint-Denis-Maisoncelles, Sainte-Marie-Laumont, Saint-Martin-des-Besaces, Saint-Martin-Don, Saint-Ouen-des-Besaces y Saint-Pierre-Tarentaine, pasando a estar el ayuntamiento en la antigua comuna de Le Bény-Bocage.

## Demografía
| Gráfica de evolución demográfica de Souleuvre-en-Bocage entre 1800 y 2013 |
|                                                                           |

Los datos entre 1800 y 2013 son el resultado de sumar los parciales de las veinte comunas que forman la nueva comuna de Souleuvre-en-Bocage, cuyos datos se han cogido de 1800 a 1999, para las comunas de Beaulieu, Bures-les-Monts, Campeaux, Carville, Étouvy, La Ferrière-Harang, La Graverie, Le Bény-Bocage, Le Reculey, Le Tourneur, Malloué, Mont-Bertrand, Montamy, Montchauvet, Saint-Denis-Maisoncelles, Sainte-Marie-Laumont, Saint-Martin-des-Besaces, Saint-Martin-des-Besaces, Saint-Martin-Don, Saint-Ouen-des-Besaces y Saint-Pierre-Tarentaine de la página francesa EHESS/Cassini. Los demás datos se han cogido de la página del INSEE.

## Composición
| Comuna delegada          | Código INSEE | Población (2013) | Superficie (km²) | Densidad (hab./km²) |
| ------------------------ | ------------ | ---------------- | ---------------- | ------------------- |
| Beaulieu                 | 14052        | 188              | 3.15             | 60                  |
| Bures-les-Monts          | 14115        | 158              | 5.21             | 30                  |
| Campeaux                 | 14129        | 583              | 8.43             | 69                  |
| Carville                 | 14139        | 342              | 10.43            | 33                  |
| Étouvy                   | 14255        | 301              | 2.29             | 131                 |
| La Ferrière-Harang       | 14264        | 318              | 11.43            | 28                  |
| La Graverie              | 14317        | 1162             | 11.89            | 98                  |
| Le Bény-Bocage           | 14061        | 1039             | 8.91             | 117                 |
| Le Reculey               | 14532        | 267              | 4.73             | 56                  |
| Le Tourneur              | 14704        | 624              | 23.02            | 27                  |
| Malloué                  | 14395        | 27               | 1.27             | 21                  |
| Mont-Bertrand            | 14441        | 236              | 6.33             | 37                  |
| Montamy                  | 14440        | 91               | 3.67             | 25                  |
| Montchauvet              | 14443        | 378              | 18.21            | 21                  |
| Saint-Denis-Maisoncelles | 14573        | 98               | 2.36             | 42                  |
| Sainte-Marie-Laumont     | 14618        | 652              | 15.61            | 142                 |
| Saint-Martin-des-Besaces | 14629        | 1174             | 22.03            | 53                  |
| Saint-Martin-Don         | 14632        | 260              | 7.60             | 34                  |
| Saint-Ouen-des-Besaces   | 14636        | 394              | 8.48             | 46                  |
| Saint-Pierre-Tarentaine  | 14655        | 366              | 12.23            | 30                  |